# Gradišče pri Vipavi
Gradišče pri Vipavi – wieś w Słowenii, w gminie Vipava. W 2018 roku liczyła 229 mieszkańców.